# لشکر یکم پیاده (ایالات متحده)
لشکر ۱ پیاده (انگلیسی: 1st Infantry Division) لشکر ترکیبی (پیاده-زرهی) زیرمجموعه نیروی زمینی ایالات متحده آمریکا و تحت امر سپاه سوم زرهی است، که در سال ۱۹۱۷ تأسیس شد. قرارگاه فرماندهی لشکر ۱ در شهر فورت رایلی، کانزاس قرار دارد. این لشکر در جنگ جهانی اول، جنگ جهانی دوم، جنگ ویتنام، جنگ خلیج فارس، جنگ افغانستان و جنگ عراق به‌عنوان نیروی عمل‌کننده در نبرد شرکت داشت.
این لشکر از زمان سازماندهی خود در سال ۱۹۱۷ در طول جنگ جهانی اول، به طور مداوم در خدمت بوده است. این لشکر رسماً به دلیل نشان شانه‌اش، «بزرگ قرمز» لقب گرفته بود، همچنین با نام مستعار «جنگنده اول» شناخته می‌شود. این لشکر همچنین لقب‌های «بزرگ مرده» و «خونین اول» را به عنوان جناس با القاب رسمی مربوطه دریافت کرده است. لشکر ۱ پیاده در حال حاضر در فورت رایلی، کانزاس مستقر است.
لشکر اول پیاده ابتدا برای جنگ در فرانسه در جنگ جهانی اول اعزام شد، در طول جنگ جهانی دوم به طور گسترده در آفریقا، ایتالیا، فرانسه و آلمان جنگید و در طول مبارزات ایالات متحده در جنگ ویتنام به طور گسترده شرکت کرد. لشکر اول پیاده از سال ۱۹۴۵ تا ۱۹۵۵ در جایی که بعدها آلمان غربی نام گرفت، مستقر بود و واحدهای آن در طول بقیه جنگ سرد به آلمان غربی منتقل شدند. متعاقباً برای جنگ در جنگ خلیج فارس، جنگ عراق و جنگ افغانستان اعزام شد. ۳۷ نفر از اعضای لشکر ۱ پیاده، مدال افتخار دریافت کرده‌اند و این امر، لشکر اول پیاده‌نظام را به یکی از پرافتخارترین لشکرهای ارتش ایالات متحده تبدیل کرده است.